# Ivan Skušek (literat)
Ivan Skušek, slovenski pesnik, urednik in prevajalec, * 28. junij 1923, Trebnje, † 23. december 1976, Ljubljana.

## Življenjepis
Skušek je od 1941 sodeloval v NOB, bil 1942 aretiran, zaprt in interniran v Italiji, po kapitulaciji Italije se je pridružil partizanski mornarici. Po odpustu iz JLA (1947) je začel študirati slavistiko in primerjalno književnost na ljubljanski Filozofski fakulteti. Leta 1950 je postal urednik v Slovenskem knjižnem zavodu in 1957 v Cankarjevi založbi, kjer je bil od leta 1968 do 1972 tudi odgovorni urednik. V Mladinski reviji in Besedi je v obdobju med 1947 do 1955 objavljal pesmi z osebnim doživljanjem vojne, ljubezni in izničenih sanj. Od leta 1963 do 1967 je urejal revijo Društva slovenskih pisateljev Le Livre Slovène.

## Prevajalsko delo
Skušek je tudi prevajal. Njegov prevajalski opus obsega predvsem dela prevedena iz  francoščine in italijanščine. Med drugim je prevedel dela  Balzaca: Človek zver (1954), Beznica (1956), Nana (1962) in dela italijanskih družbenokritičnih pisateljev med njimi V. Pratolinija Kronika revnih ljudi (1957) in kitajskega klasika Wang Shichen Lepe gospe z bogatega dvora (iz nemščine, 1957) ter pravljice in zgodovinske romane francoskega književnika M. Druona Prekleti kralji V-VI (1969).